# 5869 Tanith
5869 Tanith (1988 VN4) là một thiện thạch Amor được phát hiện vào ngày 04 tháng 11 năm 1988 bởi C. S. Shoemaker tại trạm thiên văn Palomar.

## Link ngoài
- JPL Small-Body Database Browser ngày 5869 Tanith